# Famalicão (Guarda)
Famalicão, auch Famalicão da Serra, ist ein Ort (Freguesia) in der portugiesischen Gemeinde Guarda mit 458 Einwohnern (Stand 19. April 2021).

## Geographie
Famalicão liegt in einem nach Nordosten/Südwesten ausgerichteten Tal mit bei Valhelhas und dem Fluss Zêzere. Sie liegt an der Straße EN 18-1, die die EN 18 mit EN 232 verbindet, wobei auch die asphaltierte Landwirtschaftsstraße Famalicão–Valhelhas sehr stark befahren ist.
Die Gemeinde gehört zur Region Aldeias de Montanha, was übersetzt „Bergdörfer“ bedeutet.

## Geschichte
Famalicão war bis zu Beginn des 19. Jahrhunderts ein Dorf und Sitz einer Gemeindeverwaltung, als es in die Gemeinde Valhelhas eingegliedert wurde. Es bestand nur aus der Gemeinde des Hauptortes und hatte im Jahr 1801 842 Einwohner.
In der Monografia de Famalicão vertritt Bento da Rocha die Meinung, dass die Ursprünge von Famalicão auf die römische Besatzung zurückgehen, von der einige Spuren erhalten geblieben sind, wie beispielsweise Meilensteine, Straßenpflaster und Gräber. Während der Reconquista wurde die Siedlung zerstört und auf Befehl von Sancho I. von Portugal, der den Templern im Jahr 1187 die Verwaltung der Stadt Valhelhas, zu deren Gemeinde Famalicão bis 1855 gehörte, übertrug, wieder aufgebaut. Dort leben heute immer noch seit seiner Gründung ansässige Familien. In der Folgezeit bildete Famalicão eine eigene Gemeinde, wurde jedoch später in die Gemeinde Guarda eingegliedert.
Mit den wiederholten Auswanderungswellen (insbesondere nach Brasilien und Frankreich) und der Krise der Kleinlandwirtschaft verlor Famalicão an Einwohnern, bis sich die Bevölkerungszahl im letzten Jahrzehnt stabilisierte. Die Präsenz einiger Industrien ist ein positives Zeichen des Widerstands gegen die Entvölkerung.

## Kultur
Der Tag des „Enterro do Entrudo“, der im Februar in Famalicão da Serra stattfindet, ist das bedeutendste Ereignis im kulturellen Kalender des Dorfes und hat bereits das allgemeine Interesse der Einwohner von Famalicão geweckt.